# Közönséges törpedenevér
A közönséges törpedenevér (Pipistrellus pipistrellus) az emlősök (Mammalia) osztályának a denevérek (Chiroptera) rendjébe, ezen belül a kis denevérek (Microchiroptera) alrendjébe és a simaorrú denevérek (Vespertilionidae) családjába tartozó faj.

## Előfordulása
A törpedenevér megtalálható egész Európában a legészakibb területek kivételével. Állománya keleti irányban Nyugat-Ázsián keresztül a Bajkál-tóig, délre pedig Kasmírig és az Altáj-hegységig terjed. Elterjedési területén a törpedenevér az egyik leggyakoribb denevérfaj.

## Alfajai
- Pipistrellus (Pipistrellus) pipistrellus aladdin
- Pipistrellus (Pipistrellus) pipistrellus pipistrellus

## Megjelenése

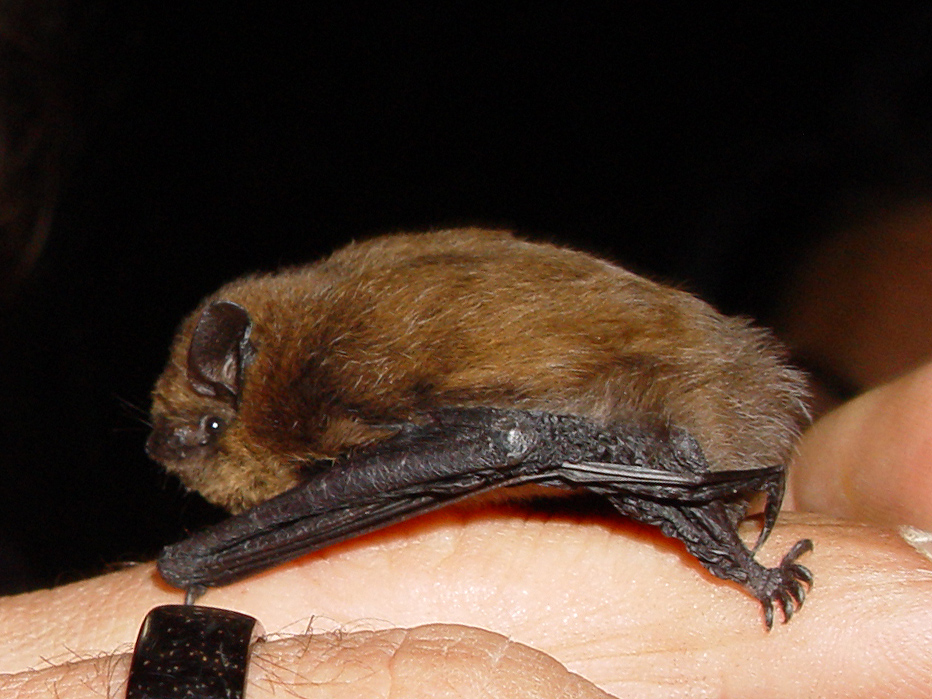
Közönséges törpedenevér kézben tartva

Az állat hossza 3,5–5 centiméter, vitorlafesztávolsága 19–25 centiméter, testtömege pedig 3–9 gramm. Az állat teste kicsi és hasonlít az egéréhez. Teljes egészében szőr fedi, tömegét a hatalmas szárnyak hordozzák. A szárny hordozó felülete rugalmas bőrhártya, amely a denevér négy ujja, hátsó lábai, valamint farka között feszül ki. A szárny repülésre specializálódott mellső láb. A fül közepén elhelyezkedő húsos bőrfüggelék a fülfedő. Bundája sötétbarna.
Fogazata fontos a meghatározásánál. Az első, felső metszőfog hosszú kétcsúcsú, a második csúcs a korona felét foglalja el. A második metszőfog koronájának a keresztmetszete kisebb, vagy egyenlő az első foggal, annak fele magasságánál tovább ér, de a mellékcsúcsot nem éri el.

## Életmódja
Sötétedéskor és éjszaka aktív, késő ősszel nappal is repül. Szívesen él a települések közelében is. Nyáron faodvakban és sziklahasadékokban tanyázik, utóbbiakban, illetve épületekben, repedésekbe bújva telel. Táplálékát kis repülő rovarok alkotják, legnagyobb részt lepkék, kétszárnyúak, levéltetvek, hártyásszárnyúak, kisebb részt legyek, szúnyogok, lószúnyogok.
Rendkívül alkalmazkodó, a hideget a többi denevérfaj közül a legjobban tűri, mesterséges odúkkal könnyen megtelepíthető. Téli és nyári szálláshelye között nagy utat tesz meg. Gyűrűzéssel bizonyított legnagyobb megtett távolsága 1160 km volt, Ukrajnából Bulgária déli részéig repült.
A törpedenevér 4-5 évig él.

## Szaporodása
A nőstény egyévesen, a hím kétévesen éri el az ivarérettséget. A párzási időszak ősszel van. A vemhesség 44-50 napig tart, ennek végén többnyire 2 kölyök születik. Az elválasztás 30-40 nap után történik meg. A hímek körülbelül 10 nőstényből álló háremet tartanak.

## Kárpát-medencei előfordulása
Romániában 1962-ben 80 000-100 000 törpedenevért találtak egy barlangban. Magyarország egész területén elterjedt, gyakori faj.